# Käftlöpare
Käftlöpare (Stomis pumicatus) är en skalbaggsart som först beskrevs av Georg Wolfgang Franz Panzer 1796.  Käftlöpare ingår i släktet Stomis, och familjen jordlöpare. Arten är reproducerande i Sverige.

## Bildgalleri

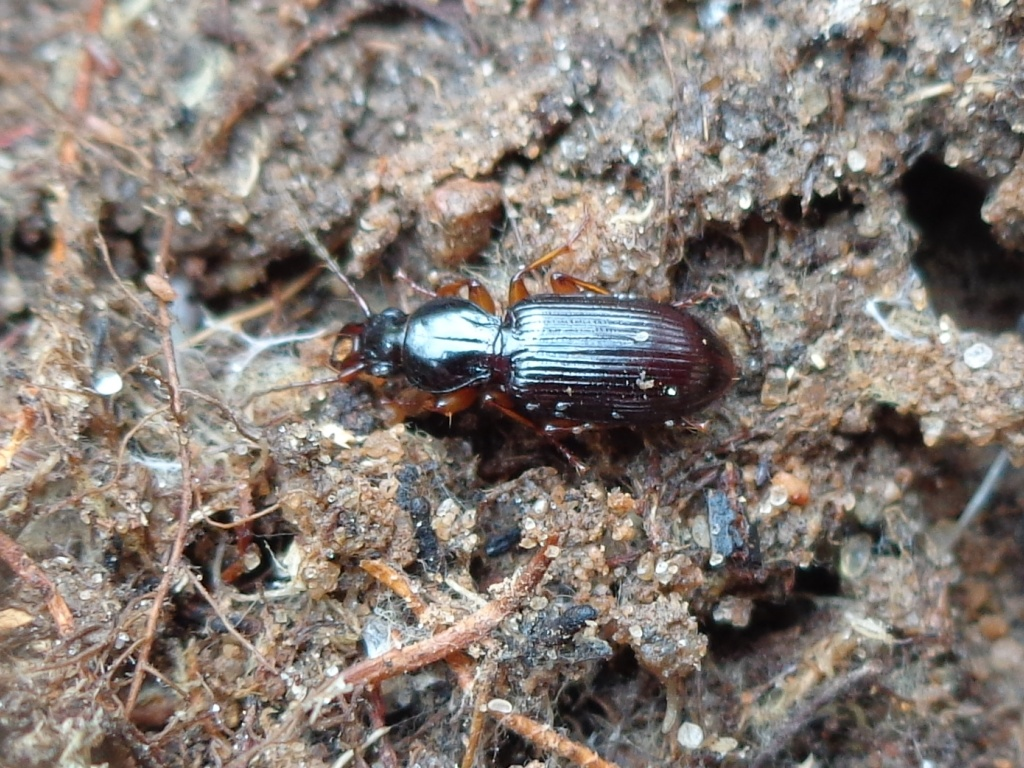